# Liste privater Sicherheits- und Militärunternehmen
Diese Liste umfasst, nach Ländern geordnet, enzyklopädisch relevante private Sicherheits- und Militärunternehmen.

## Australien
- Unity Resources Group (gegründet 2000), Hauptsitz Australien, Niederlassungen Singapur, Pakistan, Irak, Kenia, London, Dubai, USA

## Kanada
- GardaWorld

## Libanon
- Secure Plus

## Peru
- Defion Internacional, Hauptsitz Peru, Niederlassungen in Dubai, auf den Philippinen, in Sri Lanka und im Irak

## Polen
- European Security Academy (EUSECA)

## Russland
- Gruppe Wagner (russisch Группа Вагнера Gruppa Wagnera)
- Moran Security Group
- Patriot
- Redut-Antiterror

## Südafrika
- Executive Outcomes (1989–1999, häufiger Auftragnehmer von Sandline International)
- Strategic Resources Group, Hauptsitz Pretoria, Niederlassung London

## Türkei
- SADAT (gegründet 2012)

## Vereinigtes Königreich
- Aegis Defence Services (gegründet 2002, 2015 von GardaWorld übernommen)
- ArmorGroup
- Centurion Risk Assessment Services
- Erinys International (gegründet 2001, Hauptsitz Britische Jungferninseln, Niederlassungen in UK, Dubai und Johannesburg)
- Global Strategies Group (gegründet 1998)
- Sandline International (1995–2004, teilweise aufgegangen in Aegis Defence Services)

## Vereinigte Staaten von Amerika
- Academi (gegründet 1996 als Blackwater Worldwide, 2009 umbenannt in XE-Services, 2011 umbenannt in Academi, 2014 von Constellis übernommen)
- CACI (gegründet 1962 als California Analysis Center)
- Constellis (gegründet 2010)
- DynCorp (gegründet 1946)
- Engility (gegründet 1988 als Military Professional Resources, 2012 umbenannt in Engility, im Juli 2000 von L3 Technologies und im Januar 2019 von SAIC übernommen)
- Evergreen International Aviation (gegründet 1960, insolvent und liquidiert 2014)
- ICI of Oregon (gegründet 1992)
- Olive Group (gegründet 2001, seit 2015 Teil von Constellis)
- Triple Canopy (gegründet 2003)